# SARS-CoV
Coronavirus du syndrome respiratoire aigu sévère
Ne doit pas être confondu avec SARS-CoV-2 ou MERS-CoV.
forme
Classification phylogénétique
- Espèce : SARSr-CoV (arbre résumé)
  - 
    - 
      -  SARSr-CoV WIV1
      -  SARSr-CoV RsSHC014

    -  SARS-CoV-1 (agent du SRAS)

  - 
    -  SARSr-CoV RaTG13
    -  SARS-CoV-2 (agent de la COVID-19)[2]

- chauve-souris
- humain

Le coronavirus du syndrome respiratoire aigu sévère, SARS-CoV (acronyme anglais de severe acute respiratory syndrome coronavirus), SARS-CoV-1 (pour bien le différencier du SARS-CoV-2 apparu en 2019) ou SARS-CoV Urbani d'après son découvreur, est le coronavirus responsable de l'épidémie de syndrome respiratoire aigu sévère (SRAS) qui a sévi de 2002 à 2004. C'est une souche de l'espèce de coronavirus Betacoronavirus pandemicum ou SARSr-CoV (pour SARS-related coronavirus, soit « coronavirus lié à un SRAS »). Cet agent infectieux serait apparu en novembre 2002 dans la province du Guangdong, en Chine. Entre le 1er novembre 2002 et le 31 août 2003, le virus aurait infecté 8 096 personnes dans une trentaine de pays, causant 774 décès, essentiellement en Chine, à Hong Kong, à Taïwan et en Asie du Sud-Est. Issu d'une espèce de coronavirus bien implantée chez les chauve-souris (Rhinolophes), le SARS-CoV-1 infecte civettes, blaireaux et humains.
Il s'agit d'un virus à ARN monocaténaire de polarité positive (groupe IV de la classification Baltimore) appartenant au genre des Betacoronavirus. Ce virus enveloppé présente un génome long d'environ 29,7 kilobases, ce qui est l'un des plus grands génomes parmi les virus à ARN. On y a identifié 13 gènes codant 14 protéines. La région 5'-UTR compte 265 nucléotides tandis que la région 3'-UTR en compte 342. Comme pour d'autres coronavirus, l'expression de ce génome commence par la transcription de deux grands cadres de lecture ouverts (ORF), notés 1a et 1b, qui sont tous les deux traduits en polyprotéines.
On connaît la fonction de plusieurs de ces protéines. Les cadres de lecture ouverts 1a et 1b codent l'ARN polymérase ARN-dépendante et quatre protéines structurelles importantes : la protéine N de nucléocapside, la protéine S de spicule, la protéine M de membrane et la protéine E d'enveloppe. Il existe également huit protéines dites accessoires dont aucune n'a d'homologue connu. La fonction de ces protéines accessoires demeure obscure.
Les coronavirus expriment généralement les polyprotéines pp1a et pp1ab avec les cadres de lecture ouverts 1a et 1b. Ces polyprotéines sont ensuite traitées par des enzymes codées dans l'ORF 1a. Parmi les protéines issues du traitement des polyprotéines par ces enzymes, on compte plusieurs enzymes de réplication telles qu'une ARN polymérase ARN-dépendante, une hélicase et une peptidase. Le complexe de réplication des coronavirus est également responsable de la synthèse de divers ARN messagers en aval du cadre de lecture ouvert 1b, qui donnent des protéines structurelles et accessoires. Deux protéines distinctes, 3CLpro et PL2pro, clivent les grandes polyprotéines en 16 sous-unités plus petites. Ce génome ne contient pas de gène codant l'hémagglutinine estérase, présente chez les coronavirus de classe II.

## Protéines du virus et structure
Le SARS-CoV est composé d'une nucléocapside de forme hélicoïdale formée de son génome ARN interagissant avec des protéines nommées N. Cette nucléocapside est entourée d'une capside et d'une enveloppe, formées par les protéines structurales E, M, S et de lipides provenant du bourgeonnement du virion.

### Gène de la réplicase
Occupant près des deux tiers du génome, le gène de la réplicase contient deux cadres de lecture ouverts, ORF 1a et 1b, encodant deux polyprotéines nommées pp1a et pp1b. L'expression de pp1b est dépendante d'un décalage -1 du cadre de lecture effectué par le ribosome un peu en amont du codon stop de pp1a. Ces deux polyprotéines sont ensuite clivées par deux protéases virales (3CLpro et PL2pro) pour donner différents produits, dont l'hélicase et la polymérase virales, ainsi qu'une certaine quantité de protéines non structurales qui auraient, pour plusieurs, un rôle dans la réplication du génome.

### Protéines structurales

#### Protéine N
La protéine N, pour nucléocapside, est une protéine qui est retrouvée à la fois dans le noyau et le cytoplasme et que l'on a associée à de multiples fonctions chez le SARS-CoV. Tout d'abord, elle s'associe à l'ARN viral lors de l'assemblage du virion et permet, ce faisant, l'empaquetage du génome à l'intérieur de celui-ci. Ces fonctions sont rendues possibles grâce à un domaine de liaison de l'ARN dans la partie N-terminale et un domaine permettant l'association de N en dimères et autres formes d'auto-association. N se lie aussi à différentes protéines hôtes, notamment la cyclophiline A(Cyp A) et la ribonucléoprotéine A1, suggérant un rôle plus important que la simple structure virale. De plus, la protéine de nucléocapside serait impliquée au niveau de la modulation de différentes voies de signalisation cellulaires en régulant l'expression de certain acteurs de ces voies tels ERK, MAPK ou JNK. Ces modifications incluent l'induction de l'apoptose ainsi que la réorganisation du cytosquelette.

#### Protéine E
La protéine E (enveloppe) est, comme son nom l'indique, la composante principale de l'enveloppe virale. Pour ce faire, elle présente une structure hautement hydrophobe et cette caractéristique pourrait lui permettre de modifier la perméabilité de la cellule infectée en formant des pores sur la membrane plasmique. Longue de 76 acides aminés, E est principalement localisée dans le réticulum endoplasmique, l'appareil de Golgi et la membrane dans les cellules de mammifères infectés.

#### Protéine M
La protéine de matrice est semblable à celle retrouvée dans les autres coronavirus, comportant un domaine transmembranaire à trois passages ainsi qu'une longue partie carboxy-terminale qui peut interagir avec la protéine de nucléocapside. La protéine M joue un rôle dans l'assemblage du virus, qu'il soit enveloppé ou non lors du processus. Il s'agit de la protéine la plus abondamment retrouvée à la surface des virions. Conséquemment, des anticorps contre cette protéine sont retrouvés dans le sérum des patients.

#### Protéine S
La protéine S (spicule) est une protéine de fusion virale de classe I. Comme les autres membres de cette classe, celle-ci comporte deux sous-unités (nommées S1 et S2) et s'auto-associe en trimères à la surface du virus. La sous-unité S1 reconnaît, comme récepteur de fusion, l'enzyme de conversion de l'angiotensine-2(ACE-2) mais pourrait reconnaître d'autres récepteurs tels que la lectine de type C CD209L(L-SIGN), ce qui pourrait expliquer son tropisme pour des types cellulaires ACE-2 négatifs. Cette association avec le récepteur cellulaire permet l'insertion du peptide de fusion présent sur S2 et mène à l'entrée du virus dans la cellule via fusion entre la membrane et l'enveloppe virale. Des interactions avec différentes voies de signalisation dans la cellule hôte, notamment l'induction de celles de l'apoptose, de la production de cytokines inflammatoires et de l'expression de la cyclo-oxygénase-2, sont aussi associées à la protéine de S. Elle semble aussi être responsable de la régulation négative de la ACE-2 après l'infection virale. Il s'agit aussi de la principale protéine inductrice d'anticorps in-vivo.

### Autres protéines
Les autres protéines non structurales, ou nsp (pour Non-Structural Protein) sont des protéines coronavirales non requises pour la réplication in vitro mais leur conservation au niveau de l'espèce laisse deviner un rôle lors de la réplication virale in vivo ainsi que la pathogenèse chez l'humain. Le SARS-CoV possède plusieurs nsp mais peu d'entre elles ont une fonction bien définie.

## Pathogenèse et infection
L'infection d'un nouvel hôte par le virus se fait premièrement via le système respiratoire, le plus souvent par contact avec des sécrétions ou des aérosols infectés. Des cas sporadiques de contamination aérienne et fécale ont été rapportés. Le tropisme de la protéine S pour ACE-2 permet l'entrée du virus dans les cellules épithéliales bronchiques. Cependant, cette seule infection ne peut expliquer les données pathologiques recueillies lors de l'épidémie de 2003. En effet, des atteintes des tissus lymphoïdes digestifs, des organes lymphoïdes secondaires et des cellules immunitaires du sang (rate, ganglions lymphatiques) ont été répertoriées chez la majorité des patients. L'atteinte immunitaire semble jouer un rôle non négligeable dans la pathogenèse du virus et un des signes les plus précoces de l'infection au SRAS est une lymphopénie, qu'il aurait été possible d'utiliser comme marqueur de diagnostic et de pronostic lors de l'éclosion de 2003, les dégâts subis par le système immunitaire étant à même d'aggraver les symptômes respiratoires.
Des atteintes de l'épithélium digestif, du foie et des reins pourraient aussi expliquer la prévalence de symptômes autres que respiratoires (diarrhées, hématurie) chez les personnes atteintes du virus ainsi que la présence de virus dans l'urine et les matières fécales.
La réponse hôte contre le virus implique à la fois les branches innées et acquises de l'immunité. La branche acquise permet la production d'anticorps via les lymphocytes B et la destruction des cellules infectées via les lymphocytes T CD8+. Les anticorps neutralisant l'entrée du virus sont principalement dirigés contre la protéine S. La réponse innée, médiée notamment par les macrophages, le complément et les interférons, serait surtout impliquée dans la phase précoce de l'infection. Plusieurs coronavirus sont capables de moduler cette réponse et le SARS-CoV ne semble pas faire exception.

## Détection et diagnostic
Les tests diagnostics s'effectuent par détection des différentes composantes virales. Il est possible de détecter l'ARN viral dans un spécimen en ayant recours à la RT-PCR. Les gènes le plus souvent amplifiés par cette méthode sont le gène du complexe réplicase ou celui de la nucléocapside. La détection d'antigènes viraux dans les sécrétions des patients peut se faire par ELISA. L'antigène viral le plus abondant étant la nucléocapside, une combinaison de trois anticorps dirigés contre cette protéine a été utilisée. Finalement, la détection d'anticorps reconnaissant le virus est possible bien que cette méthode présente quelques désavantages : les anticorps apparaissent relativement tard dans la maladie et ils peuvent persister un certain temps dans le sang des patients convalescent, ce qui en fait une méthode moins spécifique et moins rapide que les autres.

## Traitement
Le SARS-CoV étant un virus, les antibiotiques et les bactériophagiques sont inadaptés : ils ne traitent en effet que les pathologies bactériennes.
Les professionnels de la santé n'ayant jamais rencontré le SARS-CoV au moment de son apparition, divers traitements ont été utilisés pour tenter d'enrayer l'épidémie de SRAS. Parmi eux, les plus fréquents ont été : la ribavirine, un analogue de nucléotides, des anti-inflammatoires stéroïdiens et, après identification formelle du pathogène et des criblages de sensibilité, l'interféron-alpha et des inhibiteurs de protéases. L'efficacité de ces traitements est cependant discutable, puisqu'aucune étude clinique adéquate n'a été effectuée sur eux. L'analyse des études disponibles a montré qu'une grande proportion d'entre elles reste inconclusive, ayant été réalisées sur de petits nombres de sujets ou bien sans protocole et doses fixes, certaines indiquant même que des traitements pourraient avoir nui à l'éradication du virus. Pour ce qui est des vaccins, l'éradication rapide de l'épidémie n'a pas laissé place à beaucoup d'essais cliniques. Un vaccin inactivé, de même que d'autres basés sur les protéines S et N sont à l'étude depuis plusieurs années.